# John P. Farley
Pour les articles homonymes, voir John Farley et Farley.
John Farley est un acteur américain, né le 29 octobre 1968 à Madison, dans le Wisconsin (États-Unis).

## Filmographie
- 1995 : Le Courage d'un con (Tommy Boy) : Roy
- 1996 : The Sports Bar (série TV) : Regular Performer
- 1996 : Black Sheep : Bouncer
- 1997 : Le Ninja de Beverly Hills (Beverly Hills Ninja) : Policeman
- 1998 : Les Premiers Colons (Almost Heroes) : Bartender
- 1998 : Waterboy (The Waterboy) : Tony Dodd
- 1999 : The Breaks : Police Officer
- 1999 : Une histoire vraie (The Straight Story) : Thorvald Olsen, Tractor Mechanic
- 2000 : Garage: A Rock Saga : Cult Leader Gary
- 2000 : Artie : Scooter
- 2000 : Little Nicky : Human Dartboard
- 2001 : Hollywood.com : John
- 2001 : Animal ! L'Animal... (The Animal) : Other Mob
- 2001 : Joe La Crasse (Joe Dirt) : KXLA Security Guard
- 2001 : Corky Romano : Ice Cream Vendor
- 2002 : Huit Nuits folles d'Adam Sandler (Eight Crazy Nights) : Cop #2 (voix)
- 2003 : Dickie Roberts: Ex-enfant star (Dickie Roberts: Former Child Star) : Referee
- 2004 : A Soft Embrace : Edgar
- 2004 : The Perfect Candidate : Frank Grimes
- 2005 : Back to Norm (TV) : Terrorist
- 2005 : Deuce Bigalow : Gigolo malgré lui (Deuce Bigalow: European Gigolo) : Naked Bike Cop
- 2006 : Loving Annabelle : Detective
- 2006 : Intellectual Property : Accident Man
- 2006 : La Revanche des losers (The Benchwarmers) : Swimmer Boy
- 2008 : Extreme Movie d'Adam Jay Epstein et Andrew Jacobson